# Bandera Negra (álbum de Mägo de Oz)
Bandera Negra es el decimocuarto álbum de estudio de la banda Mägo de Oz y el último con su tercer vocalista principal, Zeta. Este álbum es conceptual, manteniendo como hilo conductor a lo largo de su lista de canciones temáticas relacionadas con la piratería. Sin embargo, no es una ópera rock, pues carece de una historia conceptual definida. En cuanto a estilo, establece un tono épico, jocoso y festivo, con temas relativamente más breves, en contraposición a los últimos trabajos anteriores, de temas generalmente más oscuros y extensos. Como de costumbre para la banda, la portada fue realizada por Gaboni. Sus canciones fueron presentadas a lo largo del Al Abordaje Tour (2021-2022).

## Trasfondo
La página de noticias de metal HellPress recogió el 21/09/2021 esta declaración de Mägo de Oz sobre el lanzamiento de su álbum:
«Bandera Negra es un nuevo disco que huele a salitre, a anochecidos bucaneros con el único horizonte que la infinidad del mar. Es un disco con todos los elementos que han hecho de Mägo de Oz, la banda de Rock española más internacional del momento. Bandera Negra, reúne la comercialidad de sus dos primeros singles como “El cervezo” y “Tu madre es una cabra” y otros como el que da título al disco que nos muestra su lado más metálico. Bandera Negra, es un disco donde las melodías y los matices celtas se mezclan con contundentes riffs de guitarras, que te trasladan a los comienzos y grandes éxitos de esta banda. Un disco para los fans de ayer y de hoy."»
También, se compartió esto:
«Os creíais que la bruja estaba dormitando durante esta pandemia, ¿eh? ¡¡Pues nada más lejos de la realidad!! Estuvimos los meses de abril, mayo y junio componiendo por Zoom cada uno desde nuestra casa y en los meses de julio, agosto y septiembre estuvimos, en secreto, grabando en los estudios Cube este nuevo disco. Un disco totalmente distinto al anterior, un disco alegre, optimista y con letras muy gamberras, como hacía mucho tiempo que no grabábamos.
Como no somos médicos ni científicos y mucho menos políticos (somos gente honrada) pues qué mejor que un puñado de canciones alegres y fiesteras para intentar curaros de tanta tristeza e incertidumbre.
El lunes os desvelaremos más cosas de este nuevo disco. Piratas, cerveza, música celta, Metal… Y alguna sorpresa más a nivel musical, jeje. Para ‘Bandera Negra’ hemos querido contar de nuevo con nuestro viejo amigo Gaboni, que está dando los últimos retoques a la portada. Mientras, os mostramos a nuestra calavera pirata, que ha dibujado Marta Moraga.

Al abordaje!!!»

## Recepción
Estas son algunas de las críticas que realizaron medios en su lanzamiento:
- MondoSonoro (7/10): la publicación destaca que el álbum «viene inevitablemente marcado por la pandemia y la salida de Carlitos y Frank, guitarristas de la banda desde los noventa» y aprecia su desenfadado y su tono bailable, como Tu madre es una cabra, sin dejar de lado hueco para temas solemnes, como la eutanasia en Quiero que apagues mi luz.[2]
- RafaBasa.com (puntuación popular: 5,18/10): Rafa Basa, en su adelanto, afirmó que es un álbum «muy MÄGO» de la «Era Zeta», «con melodías magnéticas y pegadizas" y «un rumbo musical renovado, alejado de "Ira Dei"".[3]
- MariskalRock (8,5/10): destaca su calidad, inspiración, espíritu y energía canción por canción tras dar perspectiva de la historia de la banda al inicio de la reseña.[4]
- Riff Valley (7,8/10): se aprecia el feeling de fácil escucha con canciones muy pegadizas, pero se rechaza el choque para el oyente clásico de la banda: «uno de los mejores cortes compuestos en castellano en lo que llevamos de 2021».[5]

## Lista de canciones
| N.º | Título                                          | Duración |  |
| 1.  | «La isla de las 7 Calaveras - Intro»            | 2:04     |  |
| 2.  | «Al Abordaje»                                   | 8:23     |  |
| 3.  | «Resacosix en Pandemia»                         | 4:13     |  |
| 4.  | «Nunca te fallaré»                              | 4:12     |  |
| 5.  | «La Dama del Mar»                               | 4:35     |  |
| 6.  | «El aplauso herido»                             | 4:52     |  |
| 7.  | «Tu madre es una cabra (feat. La Pegatina)»     | 4:10     |  |
| 8.  | «Guerra y paz (feat. Carlos Escobedo)»          | 4:45     |  |
| 9.  | «El Cervezo - El árbol de la birra»             | 4:40     |  |
| 10. | «Abrazos que curan»                             | 3:00     |  |
| 11. | «Quiero que apagues mi voz»                     | 4:10     |  |
| 12. | «La Vida Pirata»                                | 1:09     |  |
| 13. | «Bandera Negra»                                 | 7:42     |  |
| 14. | «Después de la tormenta - Outro»                | 1:00     |  |
| 15. | «Que el viento sople a tu favor (feat. Saurom)» | 4:28     |  |

## Créditos

### Mago de Öz
- Javier Domínguez “Zeta”: Vocales.
- Txus di Fellatio: Batería y Letras.
- Carlos Prieto “Mohamed”: Violín.
- Patricia Tapia: Coros y Segunda Voz.
- Fernando Mainer: Bajo.
- Javier Díez: Teclados.
- José Manuel Pizarro: Flauta.
- Manuel Seoane: Guitarra Rítmica.
- Víctor de Andrés: Guitarra Líder.

### Personal Adicional
- Adría Salas: Voces adicionales.
- Axel Magnani: Trompeta.
- Carlos Escobedo: Letras, Arreglos, Voces de fondo y Coros.
- Rubén Sierra: Voces adicionales.
- Miguel A. Gracias “Miguelón”: Trombón.
- Erik Cruz: Voces de fondo y Coros.

### Producción
- Alberto Seara: Productor e Ingeniero de Grabación y Mezcla.
- Dave Donnelly: Ingeniero de Masterización.
- Diego Palacio: Letras.
- Marta Moraga: Arte.

## Ventas
Bandera Negra llegó al número 1 de la lista de discos en España en su salida el 10 de septiembre de 2021, tal y como indica Promusicae en su lista de la semana 37 de ese año (10–16/09/2021).